# Linija 1 (napuljski metro)
Linija 1 (tal. Linea 1) duga je 20.7km brza tranzitna linija, dio napuljskog metroa u Napulju, Italija. Prema stanju u svibnju 2023., Linija 1 povezuje 19 stanica. Njime upravlja Azienda Napoletana Mobilità SpA (ANM). Linija je preimenovana u Metrò dell'Arte (Metro umjetnosti) odražavajući prisutnost suvremenih umjetničkih djela izloženih na nekim od njezinih stanica.
Linija je u procesu nadogradnje i proširenja. Kada radovi na nadogradnji budu završeni, Linija 1 će povezivati 27 stanica i formirati petlju, te omogućiti lakši pristup centru grada za stanovnike četvrti Chiaiano, Piscinola i Scampia.

## Povijest
Planiranje linije 1 počelo je 1963., kada je Ente Autonomo del Volturno (EAV) predložio novu liniju uspinjače koja bi povezivala Vomero s Arheološkim muzejom. Međutim, Commissione Comunale dei Trasporti (Općinska komisija za promet) odlučila je istražiti alternativne mogućnosti za liniju uspinjače. Nakon nekoliko godina rasprava, 1966. godine, EAV je predložio izgradnju sustava metroa koji bi povezivao Piazzu Matteotti s Piazzom Medaglie d'Oro, uz mogućnost daljnjeg proširenja do bolnice u Colli Amineiju.
Sljedeće godine vijeće je odobrilo EAV-ovu "bijelu knjigu" za projekt. Do 1968. pokrenuta je komisija za planiranje i proučavanje mogućih ruta i lokacija stanica, te su utvrdili da će podzemna željeznica biti duga oko 4,5 km i imati 12 postaja, s prosječnom udaljenosti između postaja od 375 m. Na dan kada je projekt trebalo odobriti vijeće, EAV je pokušao podnijeti ažuriranu verziju nacrta tražeći koncesije za izgradnju i rad, ali je odbijen, a projekt je odmah zastao.
Još je godina i pol prošla bez ikakvog napretka. Do 1971., Azienda Trasporti Milanesi (Prometna agencija iz Milana) uključila se, pomažući Azienda Napoletana Mobilità (Prometna agencija iz Napulja) u pokušaju formuliranja alternativnog nacrta plana. Oba zahtjeva podnesena 1970. i 1971. za daljnje financiranje izgradnje su odbijena. Proboj je postignut 1972., s odobrenim financiranjem od 42 milijuna lira, pod uvjetom da se linija produži kako bi povezala glavni željeznički kolodvor u Napulju.
Kao rezultat proboja, 1972. osnovana je Metropolitana di Napoli s 1,2 milijuna lira operativnog kapitala i predan je novi revidirani prijedlog projekta. No, unatoč ranijim obećanjima, talijanska vlada odlučila je blokirati sredstva. Do 1974. odlučeno je da odgovornost za financiranje projekta treba pasti na regionalnu vladu, a ne na talijansku vladu. Na raspolaganju je novi proračun od 10 milijuna lira. Na Badnjak 1974. novi prijedlozi konačno su odobreni. Između 1975. i 1977. projekt je ponovno odgođen jer je međuministarsko povjerenstvo provedeno kao dio vladinih procesa nadzora. Godine 1976. općinsko vijeće konačno je odobrilo novac za realizaciju projekta i kamen temeljac za stanicu Medaglie d'Oro položen je 22. prosinca 1976. godine.
Godine 1978. odlučeno je da se linija može produžiti na Scampia i Piscinola, a sredstva je osigurala Europska zajednica. Do 1980. linija je stigla do Piazze Vanvitelli, ali 23. studenog te godine potres u Irpiniji pogodio je obližnju Conzu, uzrokujući veliku štetu i gubitak života. Tada je savjetovano da će se planovi morati prilagoditi za suočavanje s mogućim budućim potresima. Europska unija financirala je 33% ukupnih izdataka za ovu dopunu planova. Međutim, sredinom 1990-ih pokazalo se da su elementi Camorre bili uključeni u izvlačenje milijuna lira tih sredstava.
Godine 1983. daljnji problemi s financiranjem neprestano su blokirali i odgađali građevinske radove, a 1984. općina je bila prisiljena podnijeti zahtjev za zajmove za nastavak izgradnje. Sljedeće godine je nastavljen ugovor za izgradnju poteza od Colli Aminei do Piscinole, uz sredstva dodijeljena od strane općine Comune di Napoli i regionalne vlade Kampanije, a u svibnju 1985., dionica između Piazza Medaglie d'Oro i Colli Aminei.
Između 1986. i 1988. dovršene su dionice pruge od Colli Aminei do Vanvitellija, Piscinole i Savator Rosa.
Nakon trinaest godina rada, prva dionica pruge, između stanica Vanvitelli i Colli Aminei, otvorena je 23. ožujka 1993. godine.
Dana 19. srpnja 1995. pruga je produžena do Piscinola – Scampia.
Veliki dio Linije 1 prolazi duž obale Napuljskog zaljeva, a dio je paralelan s drevnim gradskim zidinama. Velik dio područja kroz koje je izgrađen je arheološki bogat, a mnogi su predmeti pronađeni tijekom njegove izgradnje. Trenutačno su ti predmeti izloženi na stanici Museo, a planirano je da se takvi izložbi i dalje postave u Duomu i Municipio.  Očekuje se da će postaja Duomo uključivati i ostatke starorimskog hrama.
Godine 2001. linija je produžena od Vanvitellija do Musea u blizini Nacionalnog arheološkog muzeja, gdje se povezuje s Piazzom Cavour na liniji 2 podzemnim prolazom. Linija je proširena do Dantea u srcu grada 2002. s međustanicom u Materdeiju koja je otvorena 2003. Godine 2011. linija je stigla do Università s međustanicom u Toledu koja je otvorena u rujnu 2013. i osvojila je nagradu kao jedna od najimpresivnijih  Arhivirana inačica izvorne stranice od 8. srpnja 2023. (Wayback Machine) i najljepših  Arhivirana inačica izvorne stranice od 7. srpnja 2023. (Wayback Machine) europskih postaja. Godine 2013. linija je konačno stigla do Garibaldija pored središnje željezničke stanice s međustanicom Municipio koja je otvorena u blizini gradske vijećnice 2015. godine.
Linijom 1 upravljao je Metronapoli od srpnja 2000. do 2013. godine. U studenom 2013., poslovanje napuljske podzemne željeznice preuzela je Azienda Napoletana Mobilità SpA.

## Budućnost
U tijeku su radovi na proširenju između Centro Direzionaleja i Capodichina ( međunarodna zračna luka Napulj). Do 2025. Linija 1 postat će kružna linija od 25 km.

## Stanice
| Napuljska metro linija 1                         |              |                                                                    |
| Stanica                                          | Otvoreno     | Bilješke                                                           |
| Piscinola                                        | 1995. godine | Odvojak s linijom 11                                               |
| Chiaiano                                         | 1995. godine |                                                                    |
| Frullone                                         | 1995. godine |                                                                    |
| Colli Aminei                                     | 1993. godine |                                                                    |
| Policlinico                                      | 1993. godine |                                                                    |
| Rione Alto                                       | 1993. godine |                                                                    |
| Montedonzelli                                    | 1993. godine |                                                                    |
| Medaglie d'Oro                                   | 1993. godine |                                                                    |
| Vanvitelli                                       | 1993. godine | Pristup uspinjačama Central, Chiaia i Montesanto                   |
| Quattro Giornate                                 | 2001. godine |                                                                    |
| Salvator Rosa                                    | 2001. godine |                                                                    |
| Materdei                                         | 2003. godine |                                                                    |
| Museo                                            | 2001. godine | Odvojak s linijom 2 metroa                                         |
| Dante                                            | 2002. godine |                                                                    |
| Toledo                                           | 2012         |                                                                    |
| Municipio (Gradska vijećnica)                    | 2015         |                                                                    |
| Università (sveučilište)                         | 2011         |                                                                    |
| Duomo (Katedrala)                                | 2021         |                                                                    |
| Garibaldi                                        | 2013         | Odvojak s Glavnom željezničkom stanicom, Circumvesuviana, linija 2 |
| Centro Direzionale (Poslovni centar)             | 2025         | Circumvesuviana                                                    |
| Tribunale                                        | 2025         | U izradi                                                           |
| Poggioreale                                      | 2026         | U izradi                                                           |
| Capodichino Aereoporto (zračna luka Capodichino) | 2027         | U izradi                                                           |

## Vanjske poveznice
- (tal.) Metro (službena stranica AMN-a)
- (engl.) Napoli na UrbanRail.net
- (tal.) Željezničke i metro stanice u Napulju